# Dommartin-le-Saint-Père
Pour les articles homonymes, voir Dommartin.
Dommartin-le-Saint-Père est une commune française située dans le département de la Haute-Marne, en région Grand Est.

## Géographie

### Hydrographie
La commune est dans la région hydrographique « la Seine de sa source au confluent de l'Oise (exclu) » au sein du bassin Seine-Normandie. Elle est drainée par la Blaise, la Voire, le Fossé 01 du Pré des Noues et la Blaise,.
La Blaise, d'une longueur de 86 km, prend sa source dans la commune de Gillancourt et se jette  dans la Marne à Isle-sur-Marne, après avoir traversé 34 communes.
La Voire, d'une longueur de 56 km, prend sa source dans la commune de Dommartin-le-Franc et se jette  dans l'Aube à Molins-sur-Aube, après avoir traversé 21 communes.

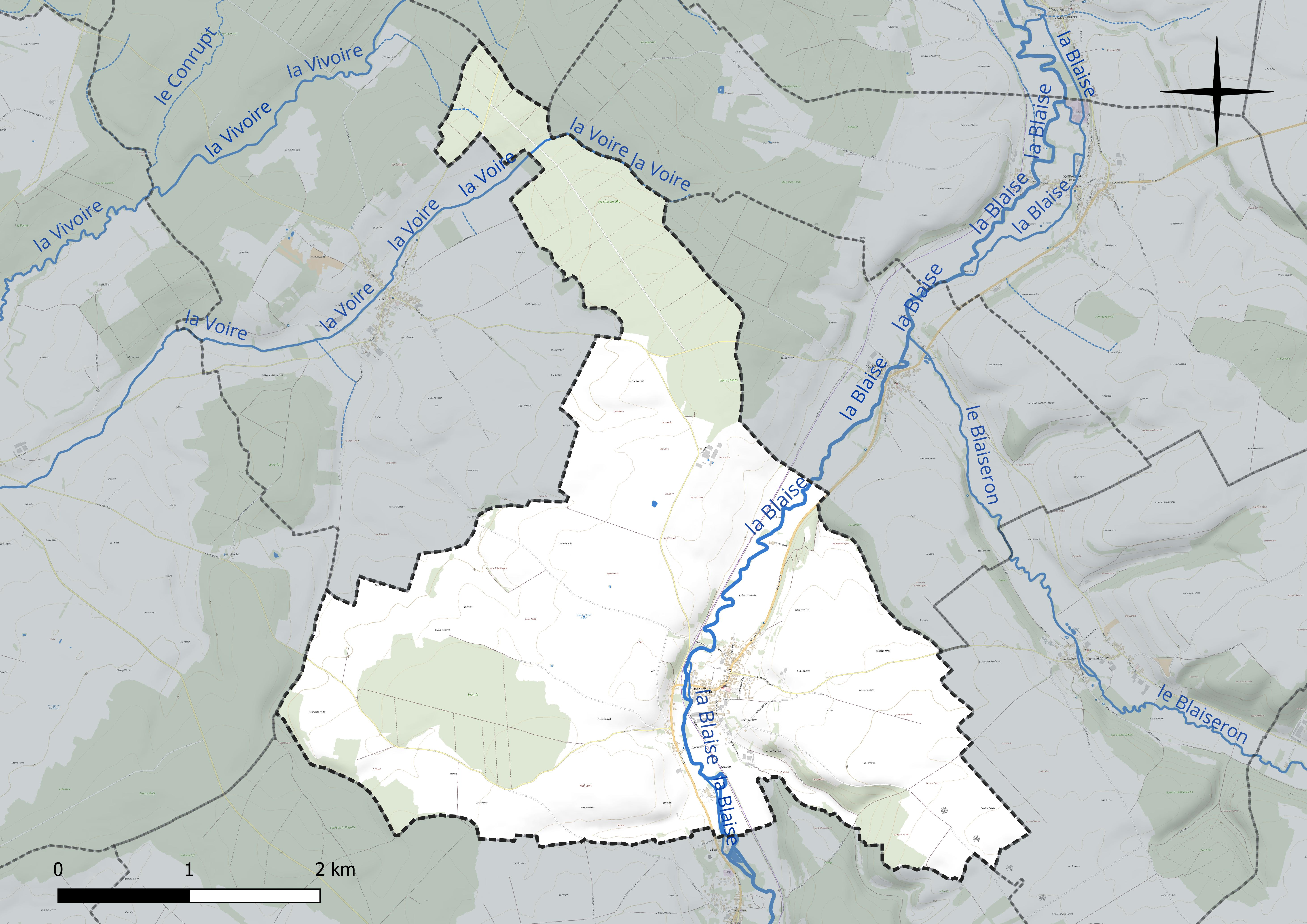
Réseau hydrographique de Dommartin-le-Saint-Père.

### Climat
Pour des articles plus généraux, voir Climat du Grand Est et Climat de la Haute-Marne.
En 2010, le climat de la commune est de type climat des marges montargnardes, selon une étude du Centre national de la recherche scientifique s'appuyant sur une série de données couvrant la période 1971-2000. En 2020, Météo-France publie une typologie des climats de la France métropolitaine dans laquelle la commune est exposée à un climat océanique altéré et est dans la région climatique Lorraine, plateau de Langres, Morvan, caractérisée par un hiver rude (1,5 °C), des vents modérés et des brouillards fréquents en automne et hiver.
Pour la période 1971-2000, la température annuelle moyenne est de 10,2 °C, avec une amplitude thermique annuelle de 16,2 °C. Le cumul annuel moyen de précipitations est de 891 mm, avec 12,9 jours de précipitations en janvier et 9,2 jours en juillet. Pour la période 1991-2020, la température moyenne annuelle observée sur la station météorologique de Météo-France la plus proche, « Blécourt », sur la commune de Blécourt à 12 km à vol d'oiseau, est de 10,8 °C et le cumul annuel moyen de précipitations est de 879,6 mm. 
La température maximale relevée sur cette station est de 40,2 °C, atteinte le 25 juillet 2019 ; la température minimale est de −18 °C, atteinte le 20 décembre 2009,,.
Les paramètres climatiques de la commune ont été estimés pour le milieu du siècle (2041-2070) selon différents scénarios d'émission de gaz à effet de serre à partir des nouvelles projections climatiques de référence DRIAS-2020. Ils sont consultables sur un site dédié publié par Météo-France en novembre 2022.

## Urbanisme

### Typologie
Au 1er janvier 2024, Dommartin-le-Saint-Père est catégorisée commune rurale à habitat dispersé, selon la nouvelle grille communale de densité à sept niveaux définie par l'Insee en 2022.
Elle est située hors unité urbaine et hors attraction des villes,.

### Occupation des sols
L'occupation des sols de la commune, telle qu'elle ressort de la base de données européenne d’occupation biophysique des sols Corine Land Cover (CLC), est marquée par l'importance des territoires agricoles (70,1 % en 2018), en diminution par rapport à 1990 (70,9 %). La répartition détaillée en 2018 est la suivante : 
terres arables (60,3 %), forêts (27,1 %), prairies (9,7 %), zones urbanisées (2,8 %). L'évolution de l’occupation des sols de la commune et de ses infrastructures peut être observée sur les différentes représentations cartographiques du territoire : la carte de Cassini (XVIIIe siècle), la carte d'état-major (1820-1866) et les cartes ou photos aériennes de l'IGN pour la période actuelle (1950 à aujourd'hui).

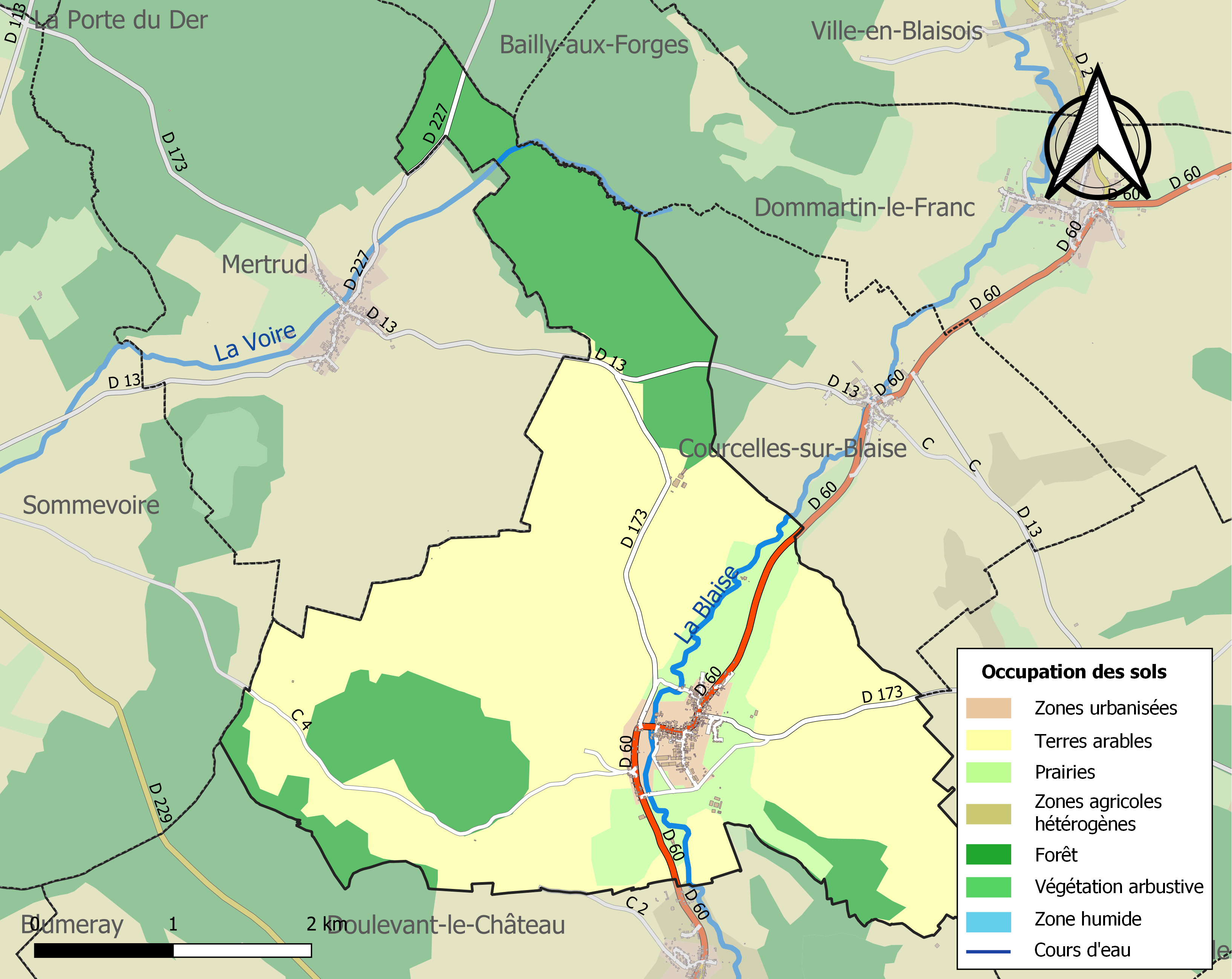
Carte des infrastructures et de l'occupation des sols de la commune en 2018 (CLC).

## Toponymie
Le nom de la localité est attesté sous les formes « Capella Sancti Martini, que est in villa Guioldicurte ou Givoldicurte » (857) ; Donnus Martinus Sancti Petri (1263) ; Domartin (1264) ; Ecclesia de Dompno Martino Sancti Petri (1402) ; Dompmartin le Sainct Père (1562) ; Ecclesia de Dampno Martino Sancti Petri (1593) ; Dompmartin le saint Père (1780) ; Domartin-le-saint-Père (XVIIIe siècle).

Dommartin est un hagiotoponyme caché, issu du bas latin domnus et le nom  du saint Martinus : « saint Martin », qui était un ancien soldat romain ; devenu évêque, il a répandu le christianisme dans les zones rurales de la Gaule romaine.
Le nom de lieu Dommartin est associé au signifiant « celui de , celui dépendant de », de l'autre lieu Saint Père, site du village disparu au XIIIe siècle, qui est de l'oïl saint avec  le nom du saint Petrus « Pierre ».

« Saint-Père » est un hagiotoponyme, déformation de Saint Pierre.

## Politique et administration

### Liste des maires
| Période                                  | Période  | Identité         | Étiquette | Qualité |
| ---------------------------------------- | -------- | ---------------- | --------- | ------- |
| Les données manquantes sont à compléter. |          |                  |           |         |
| avant 1981                               | ?        | Jean Lebas       |           |         |
| avant 1995                               | ?        | Maurice Gaillet  |           |         |
| mars 2001                                | 2020     | Jean-Paul Houlot |           |         |
| 2020                                     | En cours | Osmane Leseur    |           |         |

## Population et société

### Démographie
L'évolution du nombre d'habitants est connue à travers les recensements de la population effectués dans la commune depuis 1793. Pour les communes de moins de 10 000 habitants, une enquête de recensement portant sur toute la population est réalisée tous les cinq ans, les populations de référence des années intermédiaires étant quant à elles estimées par interpolation ou extrapolation. Pour la commune, le premier recensement exhaustif entrant dans le cadre du nouveau dispositif a été réalisé en 2008.

En 2022, la commune comptait 273 habitants, en évolution de −1,09 % par rapport à 2016 (Haute-Marne : −4,62 %, France hors Mayotte : +2,11 %).
| 1793 | 1800 | 1806 | 1821 | 1831 | 1836 | 1841 | 1846 | 1851 |
| ---- | ---- | ---- | ---- | ---- | ---- | ---- | ---- | ---- |
| 626  | 667  | 643  | 658  | 710  | 704  | 746  | 770  | 800  |

| 1856 | 1861 | 1866 | 1872 | 1876 | 1881 | 1886 | 1891 | 1896 |
| ---- | ---- | ---- | ---- | ---- | ---- | ---- | ---- | ---- |
| 727  | 722  | 690  | 639  | 648  | 633  | 604  | 558  | 520  |

| 1901 | 1906 | 1911 | 1921 | 1926 | 1931 | 1936 | 1946 | 1954 |
| ---- | ---- | ---- | ---- | ---- | ---- | ---- | ---- | ---- |
| 520  | 517  | 475  | 445  | 441  | 451  | 425  | 432  | 461  |

| 1962 | 1968 | 1975 | 1982 | 1990 | 1999 | 2006 | 2008 | 2013 |
| ---- | ---- | ---- | ---- | ---- | ---- | ---- | ---- | ---- |
| 473  | 427  | 381  | 337  | 298  | 275  | 279  | 281  | 276  |

| 2018 | 2022 | - | - | - | - | - | - | - |
| ---- | ---- | - | - | - | - | - | - | - |
| 277  | 273  | - | - | - | - | - | - | - |

## Culture locale et patrimoine

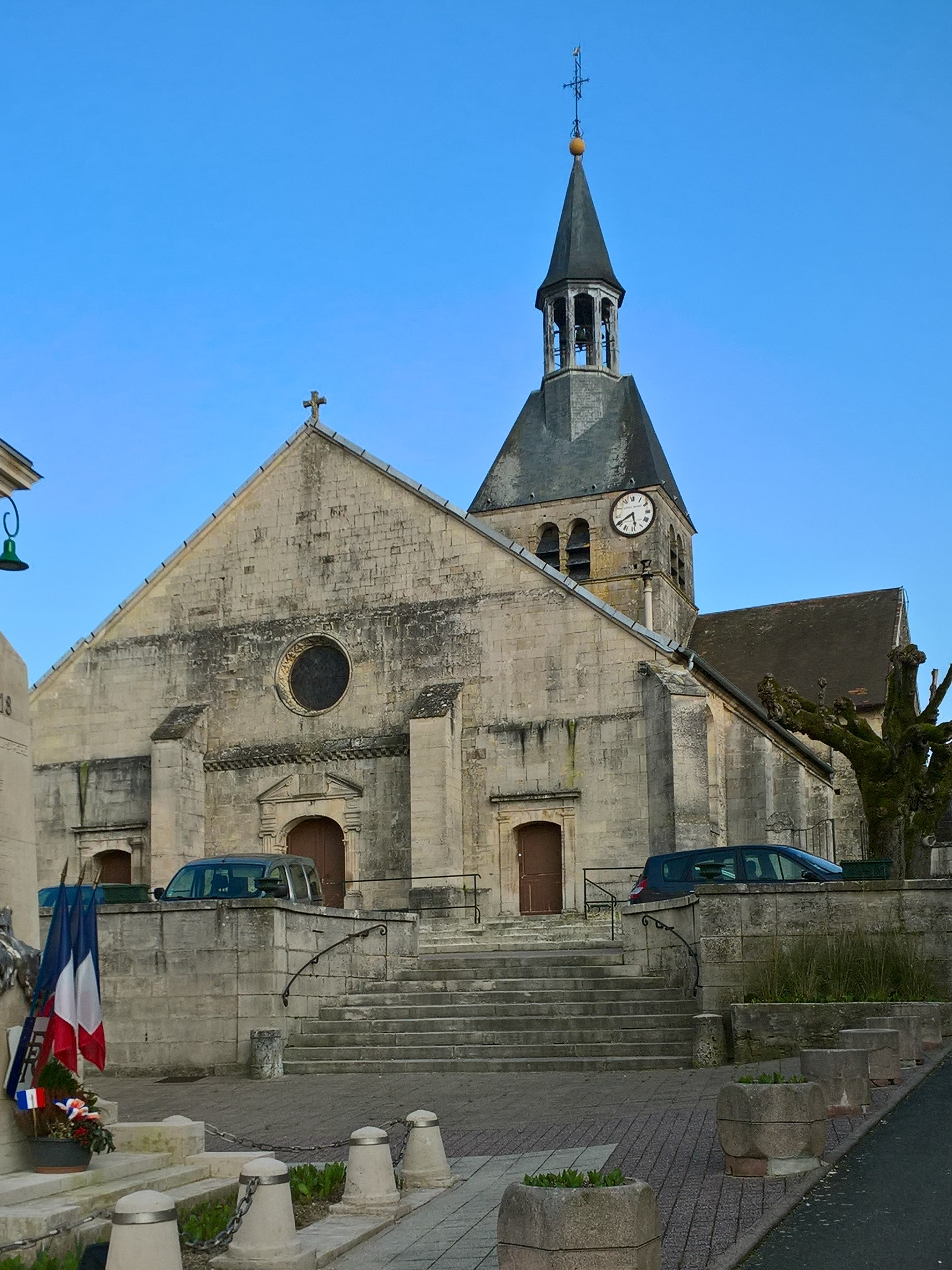
Église Saint-Martin.

### Lieux et monuments

#### Église Saint-Martin
La nef couverte de voûtes d'arêtes possède deux collatéraux. Le transept est double. Ces deux parties de l'édifice sont datées du XVIIIe siècle. Le chœur date probablement en partie du début xvie siècle mais ses voutes d'ogives sont du XVIIe siècle. La façade ouest possède des éléments décoratifs (frise à billettes) de style roman. La tour du clocher élevée sur la partie ouest de la croisée du transept entre 1768 et 1770 supporte une flèche reconstruite en 1901.

### Personnalités liées à la commune
- Armand Jean d'Allonville (1732-1811), maréchal des Camps et des armées du Roi.